# Full House (Frankie Miller)
| Recensione              | Giudizio |
| ----------------------- | -------- |
| AllMusic                | [ 3 ]    |
| Dizionario del Pop-Rock | [ 4 ]    |

Full House è il quarto album di Frankie Miller, pubblicato dalla casa discografica Chrysalis Records nel giugno del 1977.
Il singolo Be Good to Yourself fu il primo (di pochi) hit di classifica del cantante scozzese.

## Tracce

### LP
Lato A
1. Be Good to Yourself – 3:00 (Andy Fraser)
2. The Doodle Song – 2:45 (Frankie Miller)
3. Jealous Guy – 4:40 (John Lennon)
4. Searching – 3:47 (Peter Knight, Bob Johnson)
5. Love Letters – 2:57 (Victor Young, Edward Heyman)

Lato B
1. Take Good Care of Yourself – 3:15 (Jimmy Doris)
2. Down the Honky Tonk – 3:12 (Frankie Miller)
3. This Love of Mine – 3:47 (Frankie Miller, Robin Trower)
4. Let the Candlelight Shine – 2:57 (Frankie Miller)
5. (I'll Never) Live in Vain – 2:55 (Frankie Miller)

## Musicisti
- Frankie Miller – voce, chitarra acustica, chitarra elettrica ritmica

Be Good to Yourself
- Ray Minhinnet – chitarra solista
- Chris Spedding – chitarra ritmica
- Jim Hall – piano
- Chrissie Stewart – basso
- Graham Deakin – batteria
- Morris Pert – percussioni
- The Memphis Horns – strumenti a fiato

The Doodle Song
- Chris Spedding – chitarra
- Rabbit – piano
- Chrissie Stewart – basso
- Graham Deakin – batteria
- Morris Pert – tambourine
- The Memphis Horns – strumenti a fiato

Jealous Guy
- Ray Minhinnet – chitarra
- Chris Spedding – chitarra
- Jim Hall – piano, organo
- Chrissie Stewart – basso
- Graham Deakin – batteria
- The Memphis Horns – strumenti a fiato

Searching
- Quartetto d'archi arrangiati da Pete Knight
- Pete Solley – organo
- Jim Hall – piano elettrico

Love Letters
- Chris Spedding – chitarra
- Gary Brooker – piano
- Chrissie Stewart – basso
- Graham Deakin – batteria
- Sei violini arrangiati da Chris Thomas

Take Good Care of Yourself
- Chris Spedding – chitarra
- Rabbit – piano
- Jim Hall – organo
- Chrissie Stewart – basso
- Graham Deakin – batteria
- The Memphis Horns – strumenti a fiato

Down the Honky Tonk
- Chris Spedding – chitarra
- Rabbit – piano
- Jim Hall – piano
- Chrissie Stewart – basso
- Graham Deakin – batteria
- The Memphis Horns – strumenti a fiato

This Love of Mine
- Chris Spedding – chitarra
- Rabbit – piano
- Chrissie Stewart – basso
- Graham Deakin – batteria
- Andrew Love – sassofono
- The Memphis Horns – strumenti a fiato

Let the Candlelight Shine
- Chris Spedding – chitarra
- Chris Thomas – chitarra a 12 corde
- Jim Hall – organo, piano elettrico
- Chrissie Stewart – basso
- Graham Deakin – batteria

(I'll Never) Live in Vain
- Chris Spedding – chitarra
- Jim Hall – piano
- Chrissie Stewart – basso
- Graham Deakin – batteria
- Andrew Love – sassofono
- The Memphis Horns – strumenti a fiato

Note aggiuntive
- Chris Thomas – produttore
- Registrazioni effettuate al Air Studios e al Wessex Studios di Londra (Inghilterra)
- Steve Nye – ingegnere delle registrazioni
- Nigel Walker – assistente ingegnere delle registrazioni
- Graphyk – artwork copertina album originale[5]

## Classifica
Singoli
| Anno | Titolo del brano    | Classifica             | Posizione raggiunta |
| ---- | ------------------- | ---------------------- | ------------------- |
| 1977 | Be Good to Yourself | Official Singles Chart | 27                  |